# !!! (album)
!!! – debiutancki album zespołu !!!. Został wydany 19 czerwca 2001 r. przez Gold Standard Laboratories.

## Skład
- Gitara – Mario Andreoni
- Bass – Justin Van Der Volgen
- Wokal – Nic Offer
- Trąbka i perkusja – Dan Gorman
- Gitara – Tyler Pope
- Saksofon i perkusja – Allan Wilson
- Bębny i perkusja – John Pugh
- Dodatkowy wokal – Everybody

## Lista utworów

### Wersja CD
| Nr | Tytuł utworu                     | Długość |
| -- | -------------------------------- | ------- |
| 1. | „The Step”                       | 6:08    |
| 2. | „Hammerhead”                     | 5:04    |
| 3. | „KooKooKa Fuk-U”                 | 7:26    |
| 4. | „Storm the Legion”               | 5:48    |
| 5. | „There’s No Fucking Rules, Dude” | 8:49    |
| 6. | „Intensify”                      | 6:54    |
| 7. | „Feel Good Hit of the Fall”      | 5:15    |
|    |                                  | 45:24   |

### Wersja LP
| Pierwsza strona | Pierwsza strona             | Pierwsza strona |
| Nr              | Tytuł utworu                | Długość         |
| --------------- | --------------------------- | --------------- |
| 1.              | „The Step”                  | 6:08            |
| 2.              | „Hammerhead”                | 5:04            |
| 3.              | „Storm the Legion”          | 5:48            |
| 4.              | „Feel Good Hit of the Fall” | 5:15            |
|                 |                             | 22:15           |

| Druga strona | Druga strona                     | Druga strona |
| Nr           | Tytuł utworu                     | Długość      |
| ------------ | -------------------------------- | ------------ |
| 1.           | „Intensify”                      | 6:54         |
| 2.           | „KooKooKa Fuk-U”                 | 7:26         |
| 3.           | „There’s No Fucking Rules, Dude” | 8:49         |
|              |                                  | 23:09        |

## Recenzje
- allmusic (Johnny Loftus) – „On this [album], !!! trash the axiom that says bands influenced by angular post-punk must be populated by dour misanthropes who sport wallet photos of Ian Curtis. Highly recommended.”